# Onthophagus tongbantumi
Onthophagus tongbantumi là một loài bọ cánh cứng trong họ Bọ hung (Scarabaeidae).